# I seicento di Balaklava
I seicento di Balaklava (The Charge of the Light Brigade) è un film storico del 1968, diretto da Tony Richardson.

## Trama
Remake della famosa versione del 1936 La carica dei seicento, diretta da Michael Curtiz con Errol Flynn e Olivia de Havilland, il film racconta in maniera critica ma storicamente accurata la celebre carica della brigata della cavalleria leggera inglese nella battaglia di Balaklava del 1854 durante la guerra di Crimea.

## Riconoscimenti
Il film ottenne sei nomination ai British Academy Film Awards del 1969, ma non riuscì a vincere in alcuna categoria.

### 1969 - Premio BAFTA
- Nomination Miglior Attore (Trevor Howard)
- Nomination Miglior Scenografia (Edward Marshall)
- Nomination Miglior Fotografia (David Watkin)
- Nomination Migliori Costumi (David Walker)
- Nomination Miglior Montaggio (Kevin Brownlow)
- Nomination Miglior Suono (Simon Kaye)
- Nomination Miglior Colonna Sonora Anthony Asquith Award (John Addison)